# Simon Marion de Druy
Simon Marion baron de Druy est un administrateur français baptisé le 2 janvier 1572 et
mort à la fin de l'année 1628.

## Famille
Il est le fils de Simon Marion (né en novembre 1540 à Nevers, mort le 15 février 1605 à Paris), conseiller d’Etat (15 janvier 1597) et de Catherine Pinon (née vers 1545).
Le 22 mars 1601 épouse par contrat Madeleine Montescot, fille de Claude Montesscot, seigneur du Plessis, de Lalleu-Bellonge et Mainvillier, conseiller notaire et secrétaire du roi et trésorier général de sa maison et de ses parties casuelles et de Madeleine Haverdin
Il se remarie avec Marguerite du Fay.

## Carrière
Le 4 février 1596 il est pourvu par lettres d’un office de conseiller au parlement de Paris (où il est reçu le 12 août 1596). Le  31 décembre 1604-1619 il est nommé par lettres maître des requêtes ordinaire de l’hôtel du roi (où il est reçu le 12 juillet 1605). En 1607 il devient président au grand conseil. Le 2 juillet 1610 il fait hommage de sa terre et baronnie de Druy à l’évêque de Nevers. Le 14 juillet 1618 il est fait conseiller du roi en son conseil d’Etat et privé par brevet.
Le 1er mars 1626 il est nommé contrôleur général des finances.
Le 21 octobre 1626 il est gratifié d’une pension de 1 500 livres.